# Kloster Baldan Bereeven

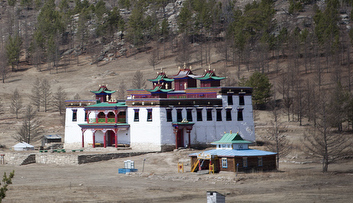
Kloster Baldan Bereeven 2012

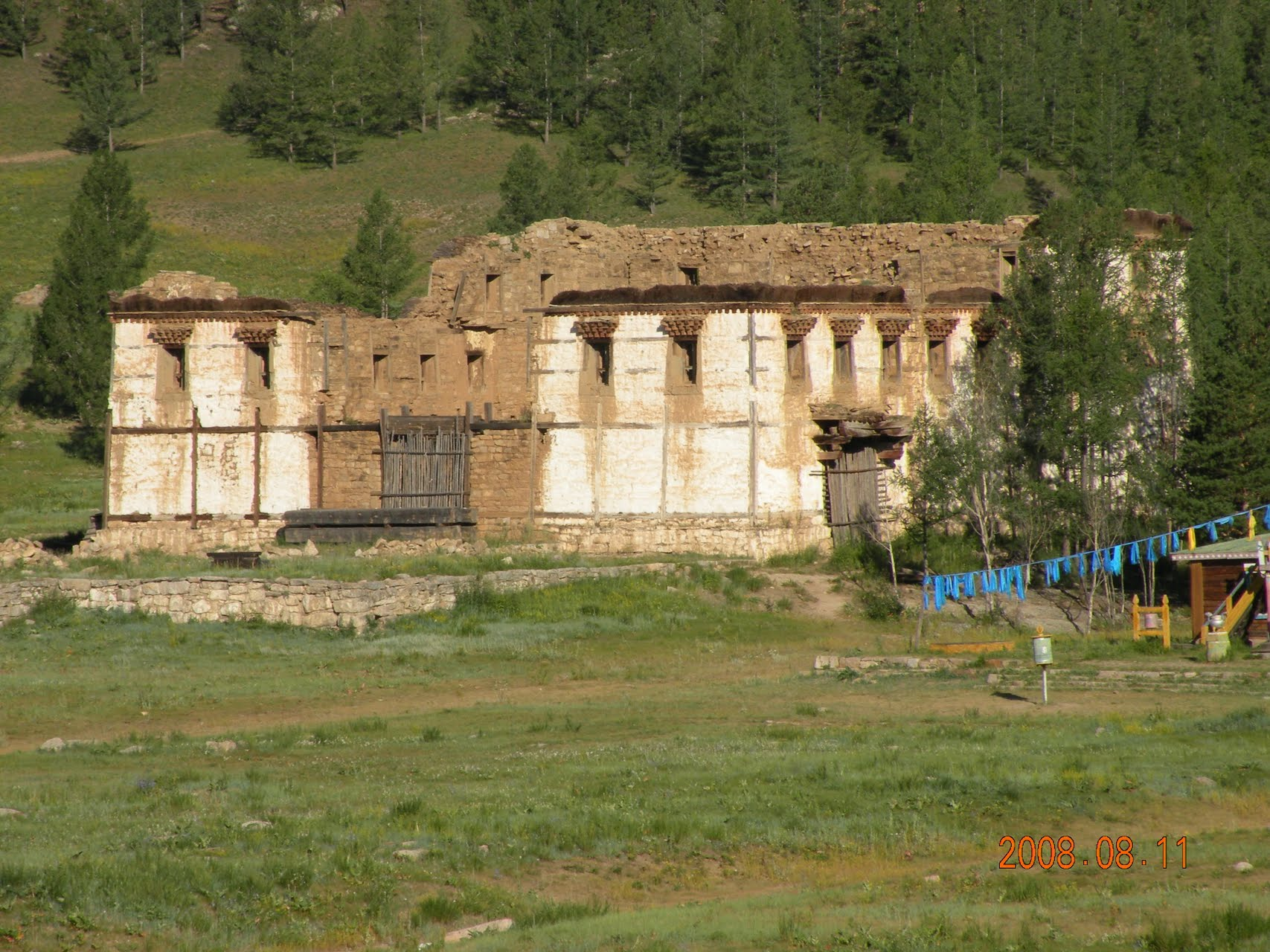
Ruine des Klosters Baldan Bereeven 2008

Das Kloster Baldan Bereeven (mongolisch Балдан бэрээвэн хийд) ist ein buddhistisches Kloster in der Mongolei. Unter der Bezeichnung Baldan Bereeven Monastery and its Sacred Surroundings befindet sich das Kloster mit seiner heiligen Umgebung auf der Tentativliste der UNESCO-Welterbestätten für die Mongolei. In der Tentativliste sind die Stätten eingetragen, die für eine Nominierung zur Aufnahme in die Welterbeliste vorgesehen sind.

## Lage
Das Kloster Baldan Bereeven befindet sich im Tal des Baruun Jargalant Flusses im Aimag (Provinz) Chentii. Es liegt in einer abgeschiedenen Bergwelt an den südlichen Ausläufern des Chentii-Gebirges und ist von den heiligen Bergen Munkh Ulziit, Arvan Gurvan Sansar, Bayan Baraat und Bayan Khangai umgeben. Entlang eines ca. 1000 Meter langen Pilgerweges befinden sich viele Klippengravuren, Steinschnitzereien mit Bildern buddhistischer Götter, Inschriften religiöser Mantras, ein Sojombo-Symbol und weiterer mongolischer Sinnbilder, Steinskulpturen von Göttern sowie andere religiöse Kunstwerke. Die nächstgelegene größere Stadt ist Öndörchaan, die sich ca. 120 Kilometer entfernt im Südosten befindet. Die mongolische Hauptstadt Ulaanbaatar liegt in einer Entfernung von etwa 180 Kilometern in nordöstlicher Richtung.

## Geschichte
Das Kloster Baldan Bereeven wurde 1654 auf den Vorschlag des Lama Tsevendorj, einem Schüler von Dsanabadsar gegründet. Es sollte ein Kloster mit einer ähnlichen Architektur wie in Lumbini, dem Geburtsort Siddhartha Gautamas, des Begründers des Buddhismus entstehen. Der Bau des Haupttempels begann Mitte der 1700er Jahre und wurde 1776 abgeschlossen. Der Tempel Tsogchin Dugan (großer Raum), wurde 1813 vollendet. Der Tsogchin Dugan war eines der größten Gebäude in der Mongolei. Es war drei Stockwerke hoch und hatte eine Grundfläche von 27 Quadratmetern. Das Kloster Baldan Bereeven wurde unter Berücksichtigung meteorologischer Daten, beispielsweise der Windrichtung und des Sonneneinfalls gebaut. Es berücksichtigt damit die historische Geomantie der zentralasiatischen Tradition. Im Klosterkomplex waren zeitweise bis zu 8000 Mönche untergebracht.
Ab 1921, zu den Anfängen des Kommunismus in der Mongolei wurden viele Lamas verfolgt, insbesondere in den frühen dreißiger Jahren. 1937 wurde das Kloster Baldan Bereeven während der von Chorloogiin Tschoibalsan angeführten Säuberungen vollständig zerstört und die meisten noch lebenden Lamas wurden umgebracht oder in Arbeitslager verschleppt.
Die Ruinen des Klosters blieben fast 60 Jahre unberührt und es war verboten, die Anlagen zu betreten. Erst nach der demokratischen Revolution von 1990 kamen einige alte Lamas, die hier als Kinder studiert hatten, auf die Anlage zurück und die Sanierung bzw. Wiederherstellung mehrerer Haupttempel wurde in die Wege geleitet. Ab dem Jahr 1999 wurde verstärkt mit dem Wiederaufbau bzw. der Restaurierung der Tempelanlagen begonnen. Die Instandsetzungsmaßnahmen wurden von zahlreichen in- und ausländischen Firmen unterstützt. Wegen Unstimmigkeiten des Projektmanagements mit den lokalen Behörden verzögerten sich die Bauarbeiten. Beim Wiederaufbau wurde auf eine originalgetreue Nacharbeitung unter Verwendung lokaler Baumaterialien Wert gelegt. Tatsächlich konnten die benötigten Materialien aus der Umgebung des Klosters beschafft werden. Bis 2022 wurden drei Tempel originalgetreu wiederhergestellt. Daneben stehen noch die Ruinen vieler weiterer Tempel, Stupas und anderer religiöser Denkmäler.